# Костёл Иоанна Крестителя (Камаи)
Костёл Иоанна Крестителя (бел. Касцёл Яна Хрысціцеля) — католический храм в агрогородке Камаи, Беларуси. Относится к Поставскому деканату Витебского диоцеза. Памятник архитектуры, построен в 1603—1606 годах. Одна из старейших католических церквей Беларуси. Храм включён в Государственный список историко-культурных ценностей Республики Беларусь (код 212Г000593). Расположен по адресу: ул. Гагарина, 1.
Включена в предварительный Список объектов всемирного наследия ЮНЕСКО в Беларуси.

## История
Инициатором строительства католического храма в Камаях был владелец местечка Ян Рудомин-Дусятский. Строительство церкви велось в 1603—1606 годах, имя архитектора неизвестно.
Первоначально храм имел продольно-осевую композицию, был трёхнефным, четырёхколонным, нефы перекрывались крестовыми и звёздчатыми сводами (сохранились в апсиде).
В 1643 году при храме был основан госпиталь.
Во время русско-польской войны 1654—1667 годов храм был сожжён русскими войсками. После пожара своды обвалились. При восстановлении колонны были разобраны, храм стал однонефным, основное пространство было перекрыто деревянным зеркальным сводом.
В 1673 году после восстановления храм был повторно освящён.
В ходе Северной войны (1700—1721) храм был обстрелян шведами из пушек и получил серьёзные повреждения. При восстановлении костёла в его стену были вмурованы шведские ядра. В 1726—1736 годах и в середине XIX века были выполнены росписи на сводах в виде гроздьев растений и цветов.
В 1778 году к храму с южной стороны была пристроена большая прямоугольная в плане часовня с криптой, перекрытая цилиндрическим сводом. В 1861 году храм был реставрирован и незначительно перестроен.
В 1886 году настоятелем Камайского костела был Иоанн Даукша.
В 1907 году Камайского костела был ксендз Антоний Шабанович.
В 1915 году священником церкви Иоанна Крестителя в Камаях служил белорусский поэт-священник Казимир Свояк.
В Национальном историческом архиве Беларуси хранятся метрические книги Камайского костела Свенцянского уезда за 1895-1899, 1901-1938 гг.
Костёл Иоанна Крестителя — один из крайне немногочисленных католических храмов Белоруссии, который не закрывался никогда с момента основания (исключая периоды восстановления и реставрации). Храм непрерывно действовал даже в советский период. Некоторые источники связывают это с хорошим отношением властей к настоятелю храма ксендзу Бульке, который во время войны спас от немцев известного партизана.
В 2007 году ураганом была повреждена одна из башен.
В 2010—2011 годах проходила капитальная реставрация всего храма.

## Архитектура
В архитектуре церкви Иоанна Крестителя реализованы приёмы и формы оборонительного зодчества, готики и ренессанса. Неф в плане близок к квадрату, к нему примыкает обширная полукруглая апсида и небольшая ризница.
Главный фасад фланкирован двумя цилиндрическими башнями с круглыми амбразурами. Башни (их высота 16 м, диаметр свыше 5 м), толщина стен (до 2 метров), а также общий монументальный характер всего сооружения, говорят о том, что храм служил и целям обороны.
Внешний облик церкви совершенно лишён декоративных элементов. Единственным украшением являются четыре арочные ниши, расположенные в верхней части главного фасада.
В интерьере храма выделяется главный алтарь (2-я половина XVIII века). Алтарь двухъярусный, его основу составляют 4 коринфские колонны, между ними в нишах первого яруса находятся деревянные статуи святых Петра и Павла (начало XVIII века). В центре алтаря в восьмигранной резной позолоченной раме расположена икона Матери Божьей начала XVII века (вероятно, создана в 1610 году в Кракове). Икона почитается верующими чудотворной. Ранее её украшал серебряный оклад, но в 1995 году он был украден. На втором ярусе алтаря — живописное изображение Крещения Господня, венчает алтарь резное изображение Господа Саваофа.
При внесении в Государственный список историко-культурных ценностей Республики Беларусь специалисты насчитали в храме 118 предметов исторической ценности. Среди них выделяются икона Матери Божьей, алтарные деревянные статуи святых Петра и Павла, орган конца XVIII века, картина «Иисус и сирота» (XIX век) авторства Альфреда Ромера и многие другие. В храме хранятся частицы мощей святого Казимира и святого Станислава. В крипте находятся захоронения ошмянских маршалков.
Рядом с костёлом находится старинный каменный крест XV—XVI веков, высеченный из гранитного валуна. Высота креста — 2,5 м, ширина перекладины — 1,88 метра. В средокрестии — треугольная ниша для распятия.